# Sikkerhedsstyring
En sikkerhedsstyring er for det meste en programmerbar logisk styring (PLC) med særlige designelementer hvad angår indgangene, bearbejdningen og udgangene for ved anvendelse i sikkerhedskritiske systemer at kunne sørge for den nødvendige grad af sikkerhed og tilgængelighed.
De programmerbare sikkerhedsstyringer begyndte i 1990'erne med sikkerhedsstyringerne PSS, et registreret varemærke tilhørende virksomheden Pilz GmbH & Co KG (dengang endnu konstrueret som pressestyringer), hvori de blev godkendt af brancheorganisationen. Før dette blev styringsopgaver først og fremmest udført af elektromekaniske relæer. Ligesom disse relækredsløb er moderne sikkerhedsstyringer opbygget med flere kanaler, dog med mindre pladsbehov samt større funktionalitet og fleksibilitet.

## Produkthistorie
Sikkerhedsstyringerne blev udviklet som et resultat af kravet om at kunne sikre forbindelserne ved hjælp af programmering på samme måde som ved en programmerbar logisk styring (PLC). I starten blev der lavet centrale og senere decentrale systemer i forbindelse med sikre bussystemer. Programmeringen fulgte i første omgang samme mønster som ved en PLC, kun instruktionssættet blev reduceret til nogle få sprog som IL (Instruction List) eller LD (Ladder Logic/Ladder Diagram). Disse foranstaltninger var til gavn for sikkerheden, idet fejlene ved udarbejdelse af programmer kan minimeres ved at begrænse programmeringsmulighederne. De første systemer fokuserede på bearbejdning af sikkerhedsfunktionerne. Selvom det fra starten var muligt at programmere sikkerhedsstyringen til standardautomatisering, blev dette kun anvendt meget begrænset i praksis. I dag anvendes der i vidt omfang sikkerhedsstyringer, der kan programmeres mere fleksibelt, idet der fra et givet bibliotek med certificerede funktionsblokke frit placeres og "forbindes" instanser.

## Funktion og opbygning
Sikkerhedsstyringers funktion adskiller sig ikke væsentligt fra styringer til standardautomatisering. I kernen består en sikkerhedsstyring nærmest af to programmerbare logiske styringer, der parallelt afvikler en applikation, anvender den samme procesafbildning af ind-/udgangene og hele tiden synkroniseres i forhold til hinanden. Krydstjek, test af ind-/udgangsniveau, beregning af et fælles gyldigt resultat osv. er højst forskellige, komplekse processer, som sådanne systemer viser internt i en omfattende arbejdsproces. Med undtagelse af særlige specifikke forhold som f.eks. anvendelsen af clock-signaler til kortslutningsovervågning opfører moderne systemer sig som andre programmerbare logiske styringer. Styringsfunktionerne gemmes som program. Styringerne programmeres ved hjælp af den tilhørende software.
Et sikkert styringssystems opbygning:
- To separate kanaler
- Diversitær opbygning med forskellig hardware
- Kontinuerlig test af ind- og udgangene
- Kontinuerlig sammenligning af brugerdataene
- Spændings- strøm- og tidsovervågninger
- Sikker frakobling i tilfælde af fejl/fare[5]

## Anvendelse
Styringerne anvendes både til automatisering af enkeltstående maskiner og til anlæg med stor rumlig udstrækning, eksempler:
- Sikring af værktøjsmaskiners farezoner
- Processtyring inden for den kemiske industri
- Strækningsudstyr inden for jernbanetrafik